# Martha Schaupp-Welsch
Martha Schaupp-Welsch (geboren 9. März 1894 in Mittelfischbach als Martha Welsch; gestorben 21. Dezember 1969 in Vaihingen an der Enz) war eine deutsche Illustratorin, Grafikerin und Landschaftsmalerin.

## Leben
Schaupp-Welsch erhielt ihre Ausbildung an der Städtischen Kunstgewerbeschule für Frauen in Stuttgart bei Magdalene Schweizer. Daraufhin war sie insbesondere als Illustratorin für den Stuttgarter David Gundert Verlag tätig. Dort illustrierte sie zahlreiche Kinderbücher namhafter Autoren, darunter viele aus der Reihe Sonne und Regen im Kinderland. Einzelne ihrer Illustrationen erschienen u. a. auch in der vom Stuttgarter Thienemanns-Verlag herausgegebenen Zeitschrift Der Sommergarten.
Ihr Werk umfasst neben Illustrationen auch Federzeichnungen, Holzschnitte und Gemälde mit Ansichten aus Südwestdeutschland. Ihr zeichnerischer und druckgrafischer Nachlass wurde 2018 bei Kiefer in Pforzheim versteigert.

## Buchillustrationen (Auswahl)
- Charlotte Woerner: Die Männlein vom Mummelsee. Ein Märchen aus dem Schwarzwald. David Gundert, Stuttgart 1922.
- Charlotte Woerner: Prinzessin Gänselore. Ein Märchen für brave Kinder. David Gundert, Stuttgart 1922.
- Anni Geiger-Gog: Peterle und andere Märchen. David Gundert, Stuttgart 1924.
- Helene Johanna Zeller: Vom kleinen Konrad und seinem großen Kürbis. David Gundert, Stuttgart 1925.
- Elena de Almeida: Urwaldgeisterchen. Heitere Geschichten und Sagen aus Brasilien. David Gundert, Stuttgart 1927.
- Otto Heuschele: Die Märchen. Otto Ulrich Verlag, Heilbronn 1927.
- Anna Schieber: Annegret. Eine Kindergeschichte. David Gundert, Stuttgart 1930.
- Anna Schieber: Der Zeitungsbub. Eine Kindergeschichte. David Gundert, Stuttgart 1931.
- Charlotte Woerner: Engelein Urselkind. Ein Märchen aus der Sternenwelt. David Gundert, Stuttgart 1931.
- Charlotte Woerner: Im Reich der Blumenkönigin. David Gundert, Stuttgart 1931.
- Hedwig Lohß: Womba die Schildkröte. Eine Geschichte aus Urwald und Kleinstadt. Perthes, Stuttgart 1931.
- Else Morstatt: Kinoko. Die Geschichte eines Negerjungen. David Gundert, Stuttgart 1931.
- Rösy von Känel: Das singende Herzlein. Die Geschichte eines kleinen Mädchens. David Gundert, Stuttgart 1932.
- Lucy Falk: Klaus weiß, was er will. David Gundert, Stuttgart 1933.
- Tony Schumacher: Theaterkinder. Herold Verlag, Stuttgart ca. 1934.
- Agnes Sapper: Frieder. Die Geschichte vom kleinen Dummerle. David Gundert Verlag, Stuttgart, Ausgaben ab 1943.
- Frida Schuhmacher: Hans Siebenreich. David Gundert, Stuttgart 1950.
- Maria Batzer: Brigitte. Erlebnisse eines kleinen Schulmädchens. David Gundert, Stuttgart 1952.
- Anna Schieber: Bille Hasenfuß. Wie er sich und den Gänserich bezwang. David Gundert, Stuttgart 1952.
- Agnes Sapper: Lili. Erzählung aus dem Leben eines kinderlosen Kindes. David Gundert, Stuttgart 1953.
- August Lämmle: Ludwigsburger Erinnerungen. Stieglitz Verlag E. Händle, Mühlacker ca. 1960.